# Jô
Jô, właśc. João Alves de Assis Silva (ur. 20 marca 1987 w São Paulo) – brazylijski piłkarz występujący na pozycji napastnika w brazylijskim klubie Corinthians Paulista.

## Kariera
Profesjonalną karierę piłkarską rozpoczął w 2003 roku w Sport Club Corinthians Paulista z São Paulo. W 2005 zdobył z klubem mistrzostwo Brazylii.
Dobre występy zaowocowały transferem do Rosyjskiej Premier Ligi, do zespołu CSKA Moskwa, w którym Jô występował w latach 2005-2008. Zaliczał się do czołowych strzelców ligi rosyjskiej.
W 53 meczach ligi rosyjskiej zdobył 30 goli. Na początku sezonu 2008/2009 przeszedł do Manchesteru City za kwotę 19 mln funtów. Zagrał tam w 9 ligowych meczach, po czym, na początku lutego 2009 roku został wypożyczony do Evertonu. W swoim debiucie przeciwko Boltonowi strzelił 2 bramki. W Evertonie strzelił pięć bramek w 12 występach i udało mu się wspólnie z kolegami z zespołu awansować do finału Pucharu Anglii, gdzie ulegli Chelsea. W lipcu 2009 roku został ponownie wypożyczony do Evertonu. W styczniu 2010 znów odszedł z Manchesteru na wypożyczenie, tym razem do Galatasaray SK.
W 2008 roku został powołany do kadry U-23 prowadzonej przez Carlosa Dungę na Igrzyska Olimpijskie w Pekinie, gdzie razem z reprezentacją Brazylii zdobył brązowy medal (strzelając dwie bramki w meczu o trzecie miejsce). Za 2,5 miliona realów brazylijskich przeszedł do Atlético Mineiro. W 2015 grał w Al-Shabab Dubaj, a w 2016 przeszedł do Jiangsu Suning.